# یوپ کیفته
آبل یوهانس (یوپ) کیفته (به هلندی: Abel Johannes (Joop) Kiefte) با نام مستعار LaPingvino (زادهٔ ۵ بهمن ۱۳۶۷ - ۲۵ ژانویه ۱۹۸۹ - در شهر ایده، هلند) اسپرانتیست هلندی، رئیس سازمان جهانی جوانان اسپرانتودان TEJO, عضو کمیتهٔ مرکزی سازمان جوانان اسپرانتیست هلند و همچنین مدیر سابق پروژهٔ خدمات گذرنامه‌ای (Pasporta Servo) است.

## زندگی‌نامه
یوپ کیفته Kiefte Joop در شهر کوچکی در مرکز هلند به نام ایده Ede متولد شد. پس از فارغ‌التحصیلی از مدرسهٔ فنی چندین سال را در کشور برزیل و بلژیک گذراند. او اکنون در شهر اوترخت هلند ساکن بوده و جدای از ایفای نقش به عنوان رئیس سازمان جهانی جوانان اسپرانتودان، فعالیت‌های انسان‌دوستانهٔ بسیاری نیز در حوزه‌های مختلف از جمله برای آفریقا دارد.
یوپ کیفته برای اولین بار در سال ۲۰۰۵ بود که یادگیری زبان فراساختهٔ اسپرانتو را آغاز کرد و اکثر فعالیت او در این دوران به اینترنت محدود می‌شد. از فعالیت‌های مختلف او در این دوران می‌توان به همکاری در پادکست Junula Radio Internacia اشاره کرد. او همچنین فعالیت زیادی در برنامه‌های متن‌بازداشته و نقشی مهم در ترجمهٔ سیستم عامل اوبونتو و ipernity به زبان اسپرانتو بازی کرد. یوپ کیفته عضو دائمی سازمان جهانی اسپرانتو UEA و از سال ۲۰۰۸ به عنوان عضو کمیتهٔ مرکزی سازمان جهانی جوانان اسپرانتودان و مدیر پروژهٔ خدمات گذرنامه‌ای (Pasporta Servo) انتخاب شد.
در سال ۲۰۱۹ یوپ کیفته به عنوان رئیس سازمان جهانی جوانان اسپرانتودان TEJO برگزیده شد. او جدای از فعالیت‌های مختلف در دنیای اسپرانتو، یکی از گویشوران فعال زبان توکی‌پونا بوده و کتابی نیز به این زبان به رشتهٔ تحریر درآورده است. او همچنین مخترع یک خط جدید برای زبان توکی پونا است.